# Erik Derycke
Erik A.N. Derycke (Waregem, 28 oktober 1949) is een Belgisch jurist, emeritus rechter bij het Grondwettelijk Hof, voormalig politicus en minister van Buitenlandse Zaken voor de BSP / SP.

## Biografie
Derycke behaalde aan de Universiteit van Gent de titel van Licentiaat in de rechten in 1972 en startte een advocatenpraktijk. Voor de BSP en de SP werd hij achtereenvolgens van 1978 tot 1984 provincieraadslid van West-Vlaanderen, van 1984 tot 1995 en van 1999 tot 2001 lid van de Kamer van volksvertegenwoordigers voor het arrondissement Kortrijk en van 1977 tot 1988 OCMW-raadslid en van 1989 tot 2001 gemeenteraadslid van Waregem.
In de periode februari 1984-mei 1995 had hij als gevolg van het toen bestaande dubbelmandaat ook zitting in de Vlaamse Raad. De Vlaamse Raad was vanaf 21 oktober 1980 de opvolger van de Cultuurraad voor de Nederlandse Cultuurgemeenschap, die op 7 december 1971 werd geïnstalleerd, en was de voorloper van het huidige Vlaams Parlement. Daarenboven was hij van 1988 tot 1989 en van 1999 tot 2001 lid van de Parlementaire Vergadering van de Raad van Europa en de Assemblee van de West-Europese Unie en van 1999 tot 2001 lid van de Interparlementaire Unie.
Ook volgde hij een ministeriële loopbaan. Van 1990 tot 1991 was hij staatssecretaris voor Wetenschapsbeleid in de regering-Martens VIII en van 1991 tot 1992 minister van Ontwikkelingssamenwerking en Wetenschapsbeleid in de regering-Martens IX. In de regering-Dehaene I werd hij van 1992 tot 1995 staatssecretaris voor Ontwikkelingssamenwerking en daarna was hij van 1995 tot 1999 minister van Buitenlandse Zaken in de Regering-Dehaene I en de Regering-Dehaene II.
In de Waregemse politiek probeerde hij vanuit de oppositie tevergeefs om de absolute meerderheid van de CVP (nu CD&V) te breken. Speciaal hiervoor werd de plaatselijke lijst "Open Stad Waregem" opgesteld voor de gemeenteraadsverkiezingen van 8 oktober 2000, met Erik Derycke als boegbeeld en kandidaat-burgemeester. Op deze lijst stonden zowel socialisten, liberalen als onafhankelijken samen op één lijst. De CVP behield echter de absolute meerderheid met 18 zetels, tegenover 12 zetels voor Open Stad, twee zetels voor Vlaams Blok en een zetel voor Agalev.
In 2001 werd hij rechter bij het Arbitragehof, dat in mei 2007 de naam Grondwettelijk Hof kreeg, en zetelde tot het bereiken van de wettelijke pensioenleeftijd voor magistraten in oktober 2019.
Derycke is lid van de Kortrijkse loge Concorde et Tolérance van de Grootloge van België. Hij is verder lid van de Marnixring-serviceclub.